# Кроус Ландинг (Калифорнија)
Кроус Ландинг (енгл. Crows Landing) насељено је место без административног статуса у америчкој савезној држави Калифорнија.

## Демографија
По попису из 2010. године број становника је 355.
| Група             | 2000.    | 2010.       |
| Белци             | 0 (0,0%) | 99 (27,9%)  |
| Афроамериканци    | 0 (0,0%) | 5 (1,4%)    |
| Азијати           | 0 (0,0%) | 0 (0,0%)    |
| Хиспаноамериканци | 0 (0,0%) | 248 (69,9%) |
| Укупно            | 0        | 355         |